# Paola Quattrini
Paola Quattrini (Roma, 9 marzo 1944) è un'attrice italiana.
Ha iniziato da attrice bambina per poi trasformarsi in interprete di commedie brillanti; ha in particolare recitato nelle commedie della ditta Garinei e Giovannini, oltre ad un repertorio che include pièce di Sartre, Pasolini e Tennessee Williams.

## Biografia

Paola Quattrini nel 1953

Debuttò nel mondo dello spettacolo da bambina: a quattro anni esordì nel cinema nel film Il bacio di una morta di Guido Brignone, a otto anni alla radio in Cavallo a dondolo a fianco di Corrado, a dieci anni in teatro ne Il potere e la gloria di Graham Greene, con la regia di Luigi Squarzina.
Per tutti gli anni cinquanta ha avuto un'intensa carriera di attrice bambina in oltre 15 film. Compare anche nel kolossal Quo vadis, nei panni della bambina in lacrime salvata nell'incendio da Marco Vinicio.
In quegli stessi anni iniziò la sua attività nel doppiaggio: sua ad esempio la voce di Brigitte Fossey nel film Giochi proibiti. Molti anni più tardi ha doppiato il personaggio di Daphne, nella serie a cartoni animati Scooby-Doo, e Lamù, in un ciclo di episodi della serie animata giapponese.
Ha interpretato sia commedie che film drammatici, come Panagulis vive (1982) di Giuseppe Ferrara. È stata diretta da Vittorio Gassman in Di padre in figlio (1982); con lo stesso Gassman ha recitato in uno dei suoi ultimi film: La bomba (1999). Per la televisione ha interpretato, negli anni settanta, alcuni sceneggiati di successo, fra cui I demoni (1972) e Puccini (1973). Con Johnny Dorelli ha condotto il varietà Finalmente venerdì (1989).
In teatro ha lavorato soprattutto in commedie brillanti, come Il gufo e la gattina, al fianco di Walter Chiari, e Mi è cascata una ragazza nel piatto, al fianco di Domenico Modugno. È stata protagonista di Se devi dire una bugia dilla grossa, con Johnny Dorelli, e Oggi è già domani, ultima regia di Pietro Garinei al Teatro Sistina di Roma. Nel 1993 ha vinto il Nastro d'argento alla migliore attrice non protagonista per l'interpretazione di Lea in Fratelli e sorelle, di Pupi Avati.
Nel 2003 il presidente della Repubblica Italiana Carlo Azeglio Ciampi le ha conferito l'onorificenza di Commendatore della Repubblica Italiana per una vita dedicata al cinema, alla televisione e al teatro.
Nel 2009 ha pubblicato il libro A.M.O.R.E., romanzo autobiografico edito da Simonelli Editore. 

### Vita privata
È stata sposata due volte ed è madre di Selvaggia Quattrini, che ha intrapreso anch'essa la carriera di attrice.

## Filmografia

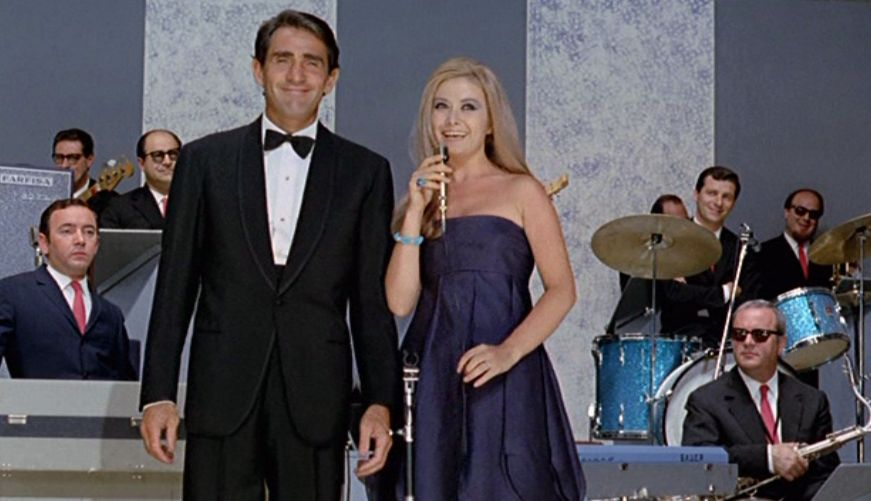
Paola Quattrini con Walter Chiari in una scena de La più bella coppia del mondo (1967)

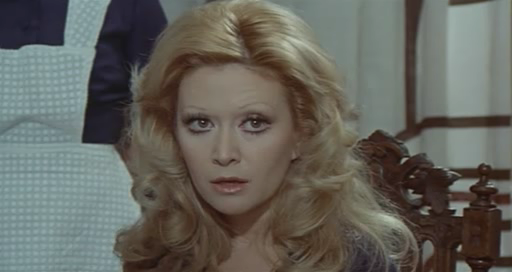
Paola Quattrini in La governante (1974)

- Il bacio di una morta, regia di Guido Brignone      (1949)
- La strada finisce sul fiume, regia di Luigi Capuano (1950)
- Incantesimo tragico (Oliva), regia di Mario Sequi (1951)
- Operazione Mitra, regia di Giorgio Cristallini (1951)
- Quo vadis, regia di Mervyn LeRoy (1951)
- La vendetta di una pazza, regia di Pino Mercanti (1951)
- Gli innocenti pagano, regia di Luigi Capuano (1952)
- Il segreto delle tre punte, regia di Carlo Ludovico Bragaglia (1952)
- Canzone appassionata, regia di Giorgio Simonelli (1953)
- Madonna delle rose, regia di Enzo Di Gianni (1953)
- Guai ai vinti, regia di Raffaello Matarazzo (1954)
- L'angelo bianco, regia di Raffaello Matarazzo (1955)
- Ragazze d'oggi, regia di Luigi Zampa (1955)
- L'intrusa, regia di Raffaello Matarazzo (1956)
- Le fatiche di Ercole, regia di Pietro Francisci (1958)
- Primo amore, regia di Mario Camerini (1959)
- I Reali di Francia, regia di Mario Costa (1959)
- Le magnifiche 7, regia di Marino Girolami (1960)
- Scandali al mare, regia di Marino Girolami (1961)
- I cuori infranti, regia di Vittorio Caprioli (1963)
- I soldi, regia di Gianni Puccini (1964)
- La più bella coppia del mondo, regia di Camillo Mastrocinque (1967)
- Perché quelle strane gocce di sangue sul corpo di Jennifer?, regia di Giuliano Carnimeo (1972)
- Incensurato provata disonestà carriera assicurata cercasi, regia di Marcello Baldi (1972)
- La governante, regia di Giovanni Grimaldi (1974)
- Un uomo, una città, regia di Romolo Guerrieri (1975)
- L'ammazzatina, regia di Ignazio Dolce (1975)
- No alla violenza, regia di Tano Cimarosa (1977)
- Riavanti... Marsch!, regia di Luciano Salce (1979)
- Panagulis vive, regia di Giuseppe Ferrara (1982)
- Di padre in figlio, regia di Vittorio Gassman e Alessandro Gassmann (1982)
- I miei primi 40 anni, regia di Carlo Vanzina (1987)
- Le finte bionde, regia di Carlo Vanzina (1989)
- Alcune signore per bene, regia di Bruno Gaburro (1990)
- Fratelli e sorelle, regia di Pupi Avati (1992)
- Rose rosse per una squillo, regia di Pino Buricchi (1993)
- Io no spik inglish, regia di Carlo Vanzina (1995)
- Festival, regia di Pupi Avati (1996)
- La bomba, regia di Giulio Base (1999)
- Branchie, regia di Francesco Ranieri Martinotti (1999)
- ...E fuori nevica!, regia di Vincenzo Salemme (2014)
- Abbraccialo per me, regia di Vittorio Sindoni (2016)

## Teatro
- 1961 - Scandalo di Fabrizio Sarazani
- 1962 - Il bugiardo di Carlo Goldoni al Teatro Stabile di Torino, regia di Gianfranco De Bosio
- 1962 - Le catacombe di Franca Valeri, regia di Vittorio Caprioli
- 1963 - Il re muore di Eugène Ionesco al Teatro Stabile di Torino, regia di José Quaglio
- 1963 - La grande rabbia di Max Frisch al Teatro Stabile di Torino, regia di José Quaglio
- 1963 - Don Gil dalle calze verdi di Tirso de Molina, regia di Lucio Chiavarelli
- 1964 - Gentiluomo per transazione di Giraud, regia di Daniele D'Anza
- 1964 - Una questione privata di Beppe Fenoglio
- 1964 - La tempesta di William Shakespeare, regia di Beppe Menegatti
- 1964 - Le mani sporche di Jean-Paul Sartre, regia di Gianfranco De Bosio
- 1965 - Croque-monsieur di Daniele D'Anza
- 1966 - Bla... bla... bla... di Marcello Marchesi, regia di Maner Lualdi
- 1966 - Il petto e la coscia di Indro Montanelli, regia di Maner Lualdi
- 1966 - Tutti i diavoli in corpo di Peppino De Filippo, regia di Maner Lualdi
- 1966 - Sogno (ad occhi aperti) di una notte di mezza estate di Achille Campanile, regia di Maner Lualdi
- 1966 - Il cartaginese di Plauto
- 1967 - Morte di flavia e delle sue bambole di Salvato Cappelli, regia di Silverio Blasi
- 1968 - Il gufo e la gattina di Bill Manhoff, regia e con Walter Chiari
- 1968 - La ragazza di stoccolma di Alfonso Leto, regia di Ruggero Jacobbi
- 1969 - Mi è cascata una ragazza nel piatto di Terence Frisby
- 1971 - Enrico IV di William Shakespeare, regia di Tino Buazzelli
- 1972 - La papessa giovanna di Mario Moretti, regia di José Quaglio
- 1975 - Diana e la Tuda di Luigi Pirandello, regia di Arnoldo Foà
- 1976 - Chi ruba un piede è fortunato in amore di Dario Fo, regia di Arturo Corso
- 1978 - Le donne al parlamento di Aristofane, regia di Lorenzo Salveti
- 1978 - Non è per scherzo che ti ho amato di Diego Fabbri, regia di Carlo Giuffré
- 1979 - La parigina di Henry Becque, regia di Lorenzo Salveti
- 1980 - Dai proviamo di Stefano Satta Flores, regia di Ugo Gregoretti
- 1981 - La cameriera brillante di Carlo Goldoni, regia di Edmo Fenoglio
- 1983 - A piedi nudi nel parco di Neil Simon, regia di Edmo Fenoglio
- 1984 - Taxi a due piazze di Ray Cooney, regia di Pietro Garinei
- 1984 - Le notti bianche di Fëdor Dostoevskij, regia di Lorenzo Salveti, con Mauro Avogadro
- 1986 - La bella addormentata di Rosso di San Secondo, regia di Lorenzo Salveti
- 1986 - Se devi dire una bugia dilla grossa di Ray Cooney, regia di Pietro Garinei
- 1987 - Una zingara m'ha detto di Terzoli e Vaime, regia di Pietro Garinei
- 1987 - Quadrifoglio di Maurizio Costanzo e Alberto Silvestri, regia di Pietro Garinei
- 1989 - I due gentiluomini di Verona di William Shakespeare, regia di Lorenzo Salveti
- 1990 - L'attesa, serie di monologhi, di cui due di Paola Quattrini, regia di Lorenzo Salveti
- 1991 - La locandiera di Carlo Goldoni, regia di Lorenzo Salveti
- 1992 - O di uno o di nessuno di Luigi Pirandello, regia di Marco Parodi
- 1993 - Affabulazione di Pier Paolo Pasolini, regia di Luca Ronconi
- 1993 - Dovevi essere tu di Joseph Bologna, regia di Marco Parodi
- 1994 - La Venexiana, regia di Shahroo Kheradmand
- 1996 - L'albergo del libero scambio di Georges Feydeau, regia di Mario Missiroli
- 1997 - Gli indifferenti di Alberto Moravia, regia di Marco Parodi
- 1997 - L'ex donna della mia vita di Josiane Balasko, regia di Silvio Giordani
- 1998 - Herodias e salomè di Rocco Familiari, regia di Krzysztof Zanussi
- 1999 - Il governo delle donne di Aristofane
- 2001 - Un tram che si chiama Desiderio di Tennessee Williams, regia di Lorenzo Salveti
- 2003 - È molto meglio in due di Iaia Fiastri e Enrico Vaime, regia di Pietro Garinei
- 2004 - Oggi è già domani di Willy Russel, regia di Pietro Garinei
- 2007 - Adorabile Giulia di Marc-Gilbert Sauvajon, regia di Silvio Giordani
- 2008 - Niente sesso siamo inglesi di Anthonj Marriot e Alistair Foot, regia Renato Giordano
- 2009 - I ponti di Madison County dal romanzo di Robert James Waller, regia di Lorenzo Salveti
- 2010 - Di mamma ce n'è due sole di Dany Laurent, regia Patrick Rossi Gastaldi
- 2010 - L'ultimo degli amanti focosi di Neil Simon, regia di Silvio Giordani
- 2011 - Daddy Blues di Bruno Chapelle e Martyne Visciano, regia di Vincenzo Salemme
- 2014 - California suite di Neil Simon, regia di Massimiliano Farau
- 2015 - La luna degli attori, regia di Silvio Giordani
- 2015 - Tempeste solari, regia di Luca De Bei
- 2015 - Arsenico e vecchi merletti di Joseph Kesselring
- 2016 - Camera con vista di E. M. Forster, regia di Stefano Artissunch
- 2017 - Queste pazze donne di Gabriel Barylli, regia di Stefano Artissunch
- 2018 - Quartet di Ronald Harwood, regia di Patrick Rossi Gastaldi
- 2022 - Se devi dire una bugia dilla grossa di Ray Cooney, regia originale di Pietro Garinei
- 2023 - Ecuba, regia Livio Galassi
- 2023 - La signora omicidi, regia Guglielmo Ferro
- 2024 - Itaca, regia Alessandra Pizzi

## Programmi radio Rai
- Salmo 22, radiodramma di Guido Guarda, regia di Anton Giulio Majano, trasmessa il 29 giugno 1954.
- Enrico di Offerdingen di Novalis, regia di Pietro Masserano Taricco, trasmessa il 19 febbraio 1955.
- Spettacolo del Mattino, varietà, presentano Paola Quattrini e Toni Spaziani (1956)
- Delitto più delitto, giallo di Alessandro De Stefani e Carlo Musso, regia di A. De Stefani, trasmesso il 21 luglio 1960.
- Il Giocone, programma a sorpresa di Maurizio Costanzo e Marcello Marchesi — regia di Roberto D'Onofrio (1973)

## Prosa televisiva Rai
- La coda della volpe di Alfio Berretta e di Vittorio Tocci, regia di Enrico Colosimo, trasmessa il 19 agosto 1960 sul Programma Nazionale.
- La donna del mare di Henrik Ibsen, regia di Mario Landi, trasmessa il 4 dicembre 1961.
- Quaranta...ma non li dimostra, commedia di Peppino e Titina De Filippo, regia di Romolo Siena, trasmessa il 20 maggio 1962.
- Il Leone di San Marco, regia di Alda Grimaldi - miniserie TV (1969)
- I mostri sacri di Jean Cocteau, regia di Flaminio Bollini, trasmesso nel 1971.
- I demoni, dal romanzo omonimo di Fëdor Dostoevskij, regia di Sandro Bolchi, trasmessa dal 20 febbraio al 19 marzo 1972.
- Philo Vance, miniserie televisiva, episodio La strana morte del signor Benson, regia di Marco Leto (1974)

## Doppiaggio
- Claudia Cardinale in La prima notte
- Brigitte Fossey in Giochi proibiti
- Margot Kidder in Amityville Horror
- Jere Rae Mansfield in CHiPs
- Elena Solovej in Alcuni giorni della vita di Oblomov[3]

### Animazione
- Daphne Blake in Speciale Scooby
- Heather North in Scooby-Doo va a Hollywood
- Lamù in Lamù (episodi 87-129)

## Riconoscimenti
- Nastro d'argento
  - 1993 – Miglior attrice non protagonista in Fratelli e sorelle

- Premio Gassman
  - 2010 – Miglior attrice

- Premio Flaiano sezione teatro[4]
  - 2007 – Premio per l'interpretazione per Un tram che si chiama desiderio di Tennessee Williams regia di Lorenzo Salveti[5]
  - 2020 – Premio alla carriera